# Ердоган Шериф Ішджан
Ердоган Шериф Ішджан (Erdoğan Şerif Işcan) (1954, Туреччина) — турецький дипломат. Надзвичайний і Повноважний Посол Республіки Туреччина в Україні в 2005—2009.

## Біографія
Народився у 1954 році. Закінчив Середньо-східний технічний університет (Анкара). 
Володіє турецькою, англійською та німецькими мовами.
На дипломатичній роботі працював на різних посадах — третій, другий, перший секретар посольства, радник посольства, віцеконсул, генеральний консул. Працював у посольствах Туреччини в Катарі, Німеччини, Великої Британії, заступником постійного Представника ООН в Женеві, а також на різних посадах в Офісі начальника Генерального управління у справах Ради Європи та прав людини (від начальника відділу до начальника управління).
З 2005 по 2009 — Надзвичайний і Повноважний Посол Турецької Республіки в Києві.
З 2009 року — Надзвичайний і Повноважний Посол Турецької Республіки в Південній Кореї.